# Referente

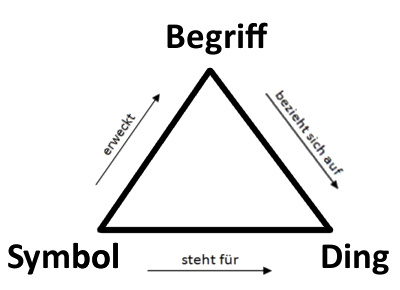
Los tres componentes del signo lingüístico constituido tal y como establecen en su triángulo Ogden y Richards: Significante (Symbol), Significado (Begriff) y Referente (Ding). El significante señala (erweckt) el significado, el significado se refiere al (bezieht sich auf) referente; y a su vez, el significante representa (steht für) al referente.

En lingüística y semiótica, el significado es el contenido mental que le es dado a un signo lingüístico. Es decir, es el concepto o idea que se asocia a la forma sensible o perceptible (significante) del signo y al objeto que representa (su referente) en todo tipo de comunicación (véase triángulo semiótico).
En semiótica, el referente es uno de los tres componentes del signo que consiste en el objeto real al que alude el signo. En el caso del signo mesa, por ejemplo, es el objeto real aludido por el significante y el significado restantes que componen el signo. 
En gramática, el referente se refiere al elemento de la realidad, a la entidad referida por un elemento designativo. En otras palabras, es aquello de lo que se dice algo. Siguiendo las funciones del lenguaje, el referente cumple con la función referencial o representativa, la cual informa objetivamente a un referente tanto real como imaginario.
El Triángulo de Ogden y Richards es flexible: puede transformarse solo en un segmento cuando pierde alguno de sus tres elementos (por ejemplo, el significado en el caso de algunos nombres propios o los pronombres, que no tienen significado fijo), o puede transformarse en rombo y otros polígonos mediante fenómenos como la polisemia (se añaden más significados y referentes a un solo significante), la sinonimia (se añade un significante más al menos a un solo significado y referente) y la homonimia (un solo significante posee al menos dos significados y dos referentes, o más). 

## Controversia sobre el referente
Hay partidarios de que el referente se incluya en la definición de signo y partidarios de que no se incluya (cfr. disc.)
Los partidarios de la no inclusión, Ferdinand de Saussure, por ejemplo, argumentan entre otras cosas que hay signos que carecen de referente o señalarlo resulta muy problemático, como por ejemplo el signo aritmético "+", la preposición "sobre" y por ejemplo los nombres "centauro" (ejemplo ya señalado por Sócrates), "marciano", "Supermán" o "justicia".
Los partidarios de la inclusión (Charles Kay Ogden, Ivor Armstrong Richards, Charles Peirce etc.) responden que:
- Hay dos clases de signos: los que se refieren a cosas y los que se refieren a relaciones, y el concepto de referente se aplica solo a los primeros
- El referente abarca no solo el mundo real sino cualquier universo posible e incluso imposible. El "centauro" no existe en el mundo real pero podemos imaginarlo como existente en un mundo de ficción: el referente puede ser tanto real como imaginario.
- El referente no tiene por qué ser un objeto material: el referente de "Justicia" está en las acciones justas que ocurren.

## Gramática y referencia
Existen signos lingüísticos que poseen solo significante y referente, y carecen de significado lingüístico. Es el caso de los nombres propios, los pronombres o las anáforas. Véase deíxis. 
Ciertas categorías gramaticales o clases de palabras pueden clasificarse desde el punto de vista de la referencia. Para clasificarlos se recurre a los siguientes rasgos binarios:
1. [+N]: elemento designativo / [-N]: elemento no designativo.
2. [+V]: elemento predicativo / [-V]: elemento no predicativo.
3. [+anaf]: elemento anafórico / [-anaf]: elemento no anafórico.
4. [+pron]: elemento pronominal / [-pron]: elemento no pronominal.

En términos de estos rasgos binarios pueden establecerse las siguientes distinciones:
- Elementos designativos, cuya referencia, especificado un contexto, es una entidad concreta (o conjunto de entidades concretas). A su vez estos elementos pueden ser clasificados en:
  - Nombres, tienen una referencia fija independiente del contexto salvo por polisemia o factores pragmáticos. Estos elementos pueden expresarse dentro del modelo de principios y parámetros (P&P) como [+N][-V][-anaf][-pron].
  - Pronombres, designan una entidad o varias entidades concretas pero su referencia no es fija sino que se determina por el contexto. Dentro de P&P son elementos [+N][-V][-anaf][+pron]
  - Anáforas, su referencia no es fija sino que se determina por un antecedente local, es decir, un elemento que los comanda de acuerdo con los principios de rección y ligamiento. Dentro de P&P son elementos [+N][-V][+anaf][-pron].
- Elementos no-designativos, que describen estados de hechos o eventos más que apuntar a entidades concretas.
  - Verbos, son elementos predicativos correspondientes de tipo [-N][+V].
  - Preposiciones, son elementos no-predicativos y no-designativos. Son elementos [-N][-V].

## Significado y referencia
A causa del carácter inmutable del referente de un nombre común o sustantivo, este referente es un elemento clave y gracias a su conocimiento es posible reconstruir parte de los significantes de lenguas desaparecidas cuando se trata de topónimos o nombres de lugar descriptivos.
En una transmisión realizada en un código desconocido, por ejemplo, o en xenolingüística, habría que encontrar los referentes comunes para poder reconstruir los significantes y significados pertinentes.